# مارات دجوماييف
مارات دجوماييف Marat Dzhumaev (ولد في 12 يناير 1976) لاعب شطرنج أوزبكي يحمل لقب أستاذ كبير.

## ألقاب
- حصل على لقب أستاذ كبير عام 2001.

## إنجازات
- فاز ببطولة أوزبكستان للشطرنج مرتين أعوام 2012، 2015.
- لعب باسم بلاده في أولمبياد الشطرنج عام 2000 و2002، وبطولة فرق العالم للشطرنج عام 2001، وبطولة فرق آسيا للشطرنج أعوام 1999، 2003، 2008.

## روابط خارجية
- مارات دجوماييف على موقع الاتحاد الدولي للشطرنج (الإنجليزية)
- مارات دجوماييف على موقع مباريات الشطرنج (الإنجليزية)
- مارات دجوماييف على موقع 365Chess.com (الإنجليزية)
- مارات دجوماييف على موقع Chesstempo.com (الإنجليزية)
- مارات دجوماييف سجل أولمبياد الشطرنج على موقع OlimpBase.org (الإنجليزية)